# Rausmühle

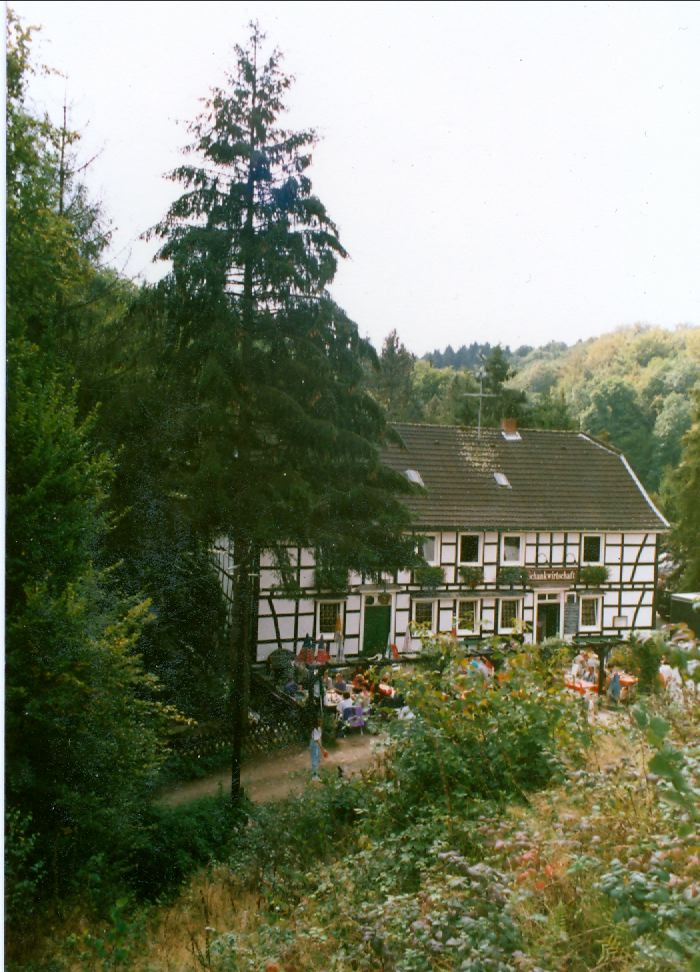
Ausflugsrestaurant Rausmühle 2000

Rausmühle ist ein Stadtteil von Wermelskirchen und liegt im Eifgental am Ende einer Stichstraße ausgehend von der Bundesstraße 51 an der Unterstraße über Löh und Buddemühle. Es gibt dort zwei Häuser und ein viel besuchtes Ausflugsrestaurant mit Biergarten.

## Geschichte
Die Erstnennung findet sich 1469 in der Steuerliste des Amtes Bornefeld. Eine weitere Nennung erfolgt 1487. Der spätere Eigenname der Rausmühle wird erstmals 1546 in den Kölner Schreinsbüchern als Johann Rouwsmollen und Ehefrau Katharina aufgeführt.
Über viele Jahrhunderte und Stationen wurde die Mühle in sehr vielen Akten und Verzeichnissen geführt. Das zur Mühle gehörige Gut wurde 1684 als eines der größten Güter in Wermelskirchen geführt. Im Jahr 1692 nannte man im Burger Lagerbuch Peter Platzhoff als Besitzer der Rawß Mülle. Sie war verbunden mit einer Ölmühle und hatte keinen Zwang.
Im Jahr 1730 verlief die Jagdgrenze von der Abtei Altenberg und der Dhünnenburg über die Rausmühle. 1830 besaß Johan Wilhelm Hager die Rausmühle neben der Dörper Mühle in Hückeswagen.
1875 verkaufte die Witwe Caroline Zimmermann geb. Hager die Mühle für 33.000 Mark an ihren Sohn Wilhelm. 1967 wurde das Anwesen, welches bis dahin als Mühle betrieben wurde, an einen Gastwirt für 150.000 DM verkauft, der den Mühlenbetrieb beendete.